# 蘇哈洛赫維察
50°20′57″N 32°50′58″E / 50.34917°N 32.84944°E
蘇哈洛赫維察（烏克蘭語：Суха Лохвиця），是烏克蘭中部波爾塔瓦州盧布尼區乔尔努希市镇内的村落。距離比洛烏西夫卡2.5公里，海拔高度148米，2001年人口21。